# Comuna de Mogilany
Mogilany (polaco: Gmina Mogilany) é uma gminy (comuna) na Polónia, na voivodia de Pequena Polónia e no condado de Krakowski. A sede do condado é a cidade de Mogilany.
De acordo com os censos de 2004, a comuna tem 11 240 habitantes, com uma densidade 248,3 hab/km².

## Área
Estende-se por uma área de 43,55 km², incluindo:
- área agricola: 72%
- área florestal: 14%

## Demografia
Dados de 30 de Junho 2004:
|                      | Total   | Total | Mulheres | Mulheres | Homens  | Homens |
| -------------------- | ------- | ----- | -------- | -------- | ------- | ------ |
|                      | pessoas | %     | pessoas  | %        | pessoas | %      |
| População            | 10 815  | 100   | 5525     | 51,1     | 5290    | 48,9   |
| Densidade (pop./km²) | 248,3   | 100   | 126,9    | 126,9    | 121,5   | 121,5  |

De acordo com dados de 2002, o rendimento médio per capita ascendia a 1412,95 zł.

## Subdivisões
- Brzyczyna,
- Buków,
- Chorowice,
- Kulerzów,
- Konary,
- Libertów,
- Lusina,
- Gaj,
- Mogilany,
- Włosań.

## Comunas vizinhas
- Kraków, Myślenice, Siepraw, Skawina, Świątniki Górne